# Kopenkuwate
Kopenkuwate (ukr. Копенкувате) – wieś na Ukrainie, w obwodzie kirowohradzkim, w rejonie hołowaniwskim. W 2001 liczyła 975 mieszkańców, wśród których 961 wskazało jako ojczysty język ukraiński, 11 rosyjski, 2 białoruski, a 1 inny.